# (463995) 2014 WY59
(463995) 2014 WY59 es un asteroide perteneciente al cinturón de asteroides, descubierto el 24 de agosto de 2001 por el equipo Spacewatch desde el Observatorio Nacional de Kitt Peak (Arizona, Estados Unidos).